# 2011年10月英國

## 10月30日
- 英揆大衛·卡梅倫宣佈鑑於索馬里海盜猖獗，批准所有掛有英國船旗的的船隻均可申請僱用私人武裝護衛護航。目前大約有200艘途經索馬里一帶的商船掛有英國旗，政府估計其中100艘會立即提出申請。不過，新措施可能與其他國家的法例互有抵觸，埃及最近就宣佈禁止任何駐有武裝人員的船隻駛經蘇伊士運河。BBC （页面存档备份，存于）
- 倫敦主教理查·夏特爾博士（Dr. Richard Chartres）在聖保羅座堂外與為響應「佔領倫敦」行動而駐紮多日的反資本主義示威者對話。他表示同情和理解示威者對大財團和大企業的不滿，但認為不應採取暴力手段表達訴求。BBC （页面存档备份，存于）

## 10月29日
- 英國第一代唱片騎師及英國廣播公司資深節目主持吉米·薩維爾爵士（Sir Jimmy Savile）在西約克郡利茲家中去世，終年84歲。薩維爾由1950年代至1980年代主持不少廣受歡迎的電台和電視流行音樂節目，他的長頭白髮造型和反潮流衣著打扮的形象，更是深入民心。薩維爾因慈善工作關係，在1971年獲OBE勳銜，1990年再獲爵士勳銜。BBC （页面存档备份，存于）、BBC （页面存档备份，存于）、BBC （页面存档备份，存于）
- 英女皇伊利沙伯二世與皇夫愛丁堡公爵結束對澳洲為期11天的訪問，啟程返回英國。女皇與皇夫離開澳洲前，在柏斯出席大型戶外燒烤派對，她表示此行深深體會澳洲人民的盛情款待，連日行程為她帶同不少「美好回憶」返國。BBC （页面存档备份，存于）

## 10月28日
- 包括英國在內16個英聯邦王國政府首腦在澳洲柏斯舉行峰會，一致同意英國君主的子女享有同等繼承皇位的權利，打破歷史上子嗣優先繼位的傳統。此外，與會政府首腦也同意英國君主可嫁娶羅馬天主教教徒為配偶，而皇家婚姻在法律上也不再需要事先徵求英國君主恩准。不過，有關改動仍需要由英國國會修訂一系列上數百年歷史、涉及皇位繼承和皇家婚姻安排的法令，才能正式落實。BBC （页面存档备份，存于）
- 英女皇伊利沙伯二世較早前為澳洲柏斯的英聯邦峰會致開幕辭，提到要鼓勵社會尋找機會讓婦女盡展所長。外界分析認為，女皇的言論暗示她也支持讓女性享有繼承皇位的同等權利。BBC （页面存档备份，存于）
- 在澳洲柏斯出席英聯邦峰會的英揆大衛·卡梅倫透露，為慶祝英女皇伊利沙伯二世明年登基鑽禧周年紀念，英聯邦將成立鑽禧周年信託，協助英聯邦內各成員國舉辦慶祝活動。信託將由前英國首相馬卓安爵士出任主席。BBC （页面存档备份，存于）
- 由反資本主義示威者發起的「佔領倫敦」行動自10月15日開始至今仍未結束，倫敦聖保羅座堂外目前仍然有大約200個帳篷駐紮。倫敦市法團表示將透過法律程序入稟法院要求驅逐示威者，而座堂方面則由今日起局部重新開放。BBC （页面存档备份，存于）
- 英國政府以善用日光和與歐洲大陸大部份國家看齊為理由，考慮推出三年試驗計劃，把全國時間調快一小時。若果落實試驗計劃，英國秋冬兩季的時間將比格林尼治標準時間快一小時，步入春夏兩季，更會因為採用英國夏令時間而快兩小時。不過，試驗計劃需要徵得蘇格蘭、威爾斯和北愛爾蘭三個地方政府支持才能落實，但蘇格蘭方面已表態支持維持現狀。BBC （页面存档备份，存于）

## 10月27日
- 財相歐思邦在下院發言時表示，歐元區現正朝「正確的方向」前進，但他強調歐元區領袖施要繼續施加「壓力」，確保債務協議按計劃落實。歐思邦重申英國不會資助國際貨幣基金會針對歐元區的任何援助計劃，有關計劃將會向歐洲的銀行重新注入資本、勾銷希臘百分之50債務、以及強化歐元區內主要的援助基金。BBC （页面存档备份，存于）
- 文化大臣侯俊偉出席下院文化委員會時表示，前工黨首相貝理雅和白高敦任內推出不少放棄賭博業的法例，但同時缺乏對賭場一類賭博業務實施有效規管，導致現行法例出現「不協調」的問題。不過他表示，政府目前未有計劃作出即時的對應行動。BBC （页面存档备份，存于）

## 10月26日
- 在野工黨黨魁文立彬在下議院辯論中，批評執政保守黨和自民黨在英國如何從歐盟取回權力一事上出現分歧，反映英揆大衛·卡梅倫未能駕馭聯合內閣。卡梅倫回應指他與副首相尼克·克萊格均同意「重新平衡」英國與歐盟之間的權力關係，又指出三大黨派中，只有工黨支持維持現狀。BBC （页面存档备份，存于）
- 政府最新研究估計，英國人口將由2010年的6,230萬增至2020年的6,720萬，再增至2035年的7,320萬。研究估計增長的人口當中，百分之47將來自外來移民，其餘百分之21將來自外來移民定居後所生的子女。BBC （页面存档备份，存于）

## 10月24日
- 61名保守黨下議院議員不顧英揆大衛·卡梅倫呼籲，聯署爭取下院通過一項即將表決的動議，促使英國就是否退出歐盟舉行全國公投。雖然如此，由於下院三大黨派均呼籲議員就動議投反對票，外界相信動議不會獲得通過，而即使獲得通過，動議對政府也不具法律約束力。BBC （页面存档备份，存于）
- 倫敦地鐵一份內部文件外泄，該文件建議未來推動精簡人手和自動化，當中包括引入無人駕駛列車和關閉全數30個票務處，實行全自動售賣車票，預計可裁減1,500名員工。工會批評資方「為求緊縮開支而妄顧現實」，而資方則澄清外泄的只是內部討論文件，並不包括任何已落實的建議。BBC （页面存档备份，存于）

## 10月23日
- 英揆大衛·卡梅倫在比利時布魯塞爾出席歐盟成員國領導緊急峰會，他表示各成員國正研究可否透過修改歐盟條約來化解歐元區的債務危機。卡梅倫未有透露建議的修約細節，但他強調任何改變都會以不危害英國利益為大前提。BBC （页面存档备份，存于）
- 連日來參與「佔領倫敦」的一批反資本主義示威者繼續在聖保羅座堂外駐紮，迫使座堂繼續暫停對外開放。座堂發言人羅布·馬歇爾牧師出席BBC電台第4台節目時，敦促示威者及早遷出，他表示座堂每日營運開支約為20,000英鎊，但暫停開放導致座堂每日損失16,000至20,000英鎊，使座堂困入財政困難。BBC （页面存档备份，存于）

## 10月22日
- 對於下議院將討論英國應否就脫離歐盟展開公投，外相夏偉林在《每日電訊報》撰文，呼籲所有保守黨議員投票反對動議。夏偉林在文章中指出，解決歐元區金融危機是當下首要任務，若動議獲得通過，將進一步增加歐元區經濟的不隱定因素。BBC （页面存档备份，存于）
- 正在比利時出席歐盟成員國財長峰會的財相歐思邦警告，目前歐元區債務危機對整個歐洲均構成了「真正的危險」，不過各成員國仍未能對長遠的解決方法達成一致共識。BBC （页面存档备份，存于）

## 10月21日
- 英女皇伊利沙伯二世在皇夫愛丁堡公爵陪同下，繼續展開對澳洲為期11天的訪問行程，並且到首都坎培拉的澳洲國會大廈發表公開演說。女皇在演說中，提及年初昆士蘭洪水和紐西蘭基督城地震，並向受災災民致以慰問。至於支持澳洲實行共和制的現任總理茱莉雅·吉拉德，則讚揚女皇是澳洲人民「愛戴和尊敬的朋友」，但她同時重申，未來是否更迭國體，仍屬未知之數。BBC （页面存档备份，存于）
- 由於參與佔領倫敦行動的反資本主義示威者過去多日於聖保羅座堂外駐紮示威，座堂方面決定暫停對外開放，是自第二次世界大戰以來首次。BBC （页面存档备份，存于）

## 10月20日
- 英揆大衛·卡梅倫回應前利比亞領導人卡達菲上校身亡的消息，他認為隨著卡達菲死亡，利比亞人民將有機會建立更穩固的民主政體，他又表示要借卡達菲喪生，悼念所有被卡達菲政權殺害的人士。BBC （页面存档备份，存于）
- 蘭開郡一名76歲男子要求亡妻遷葬到他購置的墓地，以便日後合葬，但被聖公會法庭阻止。男事主在妻子於2005年去世後，在2007年被控強姦三名少女，罪名成立，教會法庭在裁決中指出，雖然事主與亡妻的婚姻長達48年，但如果亡妻知道事主的罪行，相信一定不願與他合葬。BBC （页面存档备份，存于）

## 10月19日
- 英女皇伊利沙伯二世抵達澳洲首都坎培拉，展開在位近60年以來第16次對澳洲的訪問行程。女皇在澳洲的10天行程當中，將包括前往西澳洲柏斯主持每半年舉行一次的英聯邦政府首腦大會。BBC （页面存档备份，存于）
- 前國防大臣霍理林醫生在下院發言，就自己違反官員操守守則而道歉，但他批評傳媒報導事件的手法「瘋狂」和充滿「惡意」。與此同時，負責監察下院議員操守的國會規範專員約翰·里昂（John Lyon）宣佈就事件立案調查。BBC （页面存档备份，存于）

## 10月18日
- 內閣司古斯·奧唐納爵士將於日內就前國防大臣霍理林醫生任用好友亞當·韋里提干涉政務一事發表調查報告，據《每日電訊報》所得消息，報告認為霍理林違反官員操守守則，又指政府過往已多次要求霍理林處理韋里提涉嫌干預政務的問題；不過，今次報告只側重於霍理林是否違反官員操守，未有對其他方面展開調查。BBC （页面存档备份，存于）、每日電訊報 （页面存档备份，存于）
- 政府最新數據顯示，消費者物價指數由8月份的百分之4.5升至9月份的百分之5.2，與2008年9月份的水平相同，也是指數自1997年引入以來錄得的最高紀錄。至於包含按揭利率供款的零售物價指數，在同期也由原來的百分之5.2升至百分之5.6。BBC （页面存档备份，存于）

## 10月17日
- 首相府發言人表示，聯合政府不會因為霍理林醫生的個別事件，而刻意加快有關規管說客業務的立法工作。BBC （页面存档备份，存于）
- 下議院議長約翰·貝爾考表示，新聞集團主席魯柏·梅鐸在7月向下議院委員會作供時，被旁聽的民眾企圖襲擊，反映下院有必要加強保安措施，構思中的建議包括日後禁止訪客攜帶包袋進入旁聽席。BBC （页面存档备份，存于）

## 10月16日
- 威爾特郡小鎮伍頓巴西特（Wootton Bassett）獲英女皇伊利沙伯二世賜予「皇家」封號，正式更名為皇家伍頓巴西特（Royal Wootton Bassett），並由安妮公主親身頒授英皇制誥。伍頓巴西特鄰近皇家空軍萊茵漢姆基地，由2007年4月至2011年8月間，所有在伊拉克和阿富汗陣亡的英軍將士靈柩，均會運返萊茵漢姆基地，再途經伍頓巴西特。女皇今次向小鎮賜予「皇家」封號，是為了表揚每次有靈柩途經小鎮時，在大路兩旁肅立默哀的大批民眾。今次是英國自1909年以來，首次有地方獲賜予「皇家」封號。BBC （页面存档备份，存于）
- 外相夏偉林出席BBC清談節目時回應到霍理林醫生辭任國防大臣的事件，他表示任何個人，包括霍理林和他的好友亞當·韋里提，都不可能隻手主導和改變英國的外交政策。BBC （页面存档备份，存于）
- 在「佔領華爾街」的呼召下，「佔領倫敦」進入第二日，仍有數以百計的反資本主義示威者集結在聖保羅座堂外靜坐抗議金融霸權，座堂則如常對外開放。昨日有2,000至3,000名示威者在座堂外靜坐，到入夜後有至少250人通霄留守。此外，部份示威者日前企圖轉移到倫敦交易所外靜坐，但被警察阻止。BBC （页面存档备份，存于）

## 10月15日
- 雖然霍理林醫生因為任由毫無公職的好友亞當·韋里提插手政務而辭任國防大臣，但在野工黨表示事件還有很多疑團，包括韋里提參與官式外訪期間的開支由誰人支付，以及他有沒有透過經常接觸國防大臣而獲得任何利益輸送；內閣司古斯·奧唐納爵士將於下周初就事件發表初步調查報告，調查是否有人違反官員操守，但工黨認為有必要展開進一步調查。BBC （页面存档备份，存于）
- 威爾斯在紐西蘭奧克蘭舉行的世界盃橄欖球賽半準決賽當中，以8比9敗於法國止步，但仍會參與季軍賽。BBC （页面存档备份，存于）

## 10月14日
- 國防大臣霍理林醫生宣佈辭職，改由運輸大臣夏文達接任。英揆大衛·卡梅倫對霍理林辭職感到可惜，但表示理解。霍理林近日被傳媒批評讓毫無公職的好友亞當·韋里提（Adam Werritty）22次出入國防部，以及18次跟隨霍理林參與官式外訪；正職是說客的韋里提還向外界派發卡片，自稱是霍理林的顧問。BBC （页面存档备份，存于）
- 保守黨下院議員兼內閣政策科國務部長利凱輝，被《每日鏡報》揭發他多次到國會附近的聖詹姆士公園，隨便把國會文件丟棄到公園內的垃圾桶，被棄置的文件前後超過100份，當中包括有關他所屬西多塞特選區的書信。利凱輝在傳媒披露事件後，強調被丟棄的不包括政府和限閱文件，但就事件向其選區選民致歉。每日鏡報 （页面存档备份，存于）、BBC （页面存档备份，存于）

## 10月12日
- 政府最新數字顯示，英國6月至8月的失業人數上升11.4萬人，達到257萬人，創17年來新高，最新失業率為百分之8.1。另外，16至24歲青少年的失業人口也創下破紀錄的99.1萬，失業率為百分之21.3。BBC （页面存档备份，存于）
- 上議院以330票對262票，否決在野工黨提出把《英格蘭國民保健署草案》移交特別專責委員會作進一步審議的修訂，外界認為投票結果有助聯合政府把草案進一步通過成為法案。BBC （页面存档备份，存于）

## 10月11日
- 劍橋郡一對分別47歲和43歲的夫婦贏得今期歐洲百萬彩券頭獎，獨得總值1.01億英鎊獎金，創下英國歷史上第三大彩券得獎金額的紀錄。BBC （页面存档备份，存于）
- 財政研究所發表報告，指英國家庭平均收入錄得顯著下降，意味國內中產階級將出現自1970年代以來最大幅度的萎縮；該報告估計，未來兩年國內將有多60萬名兒童陷入貧窮狀態，屆時貧窮兒童總人口將升至310萬人。BBC （页面存档备份，存于）
- 首相府宣佈擔任內閣司六年的古斯·奧唐納爵士（Sir Gus O'Donnell）將於今年12月退休，並由現任內閣常務次官傑里米·海伍德接任，結束前後32年的公務員生涯。奧唐納爵士退休後，內閣司會繼續擔任英揆首席政策顧問，但聯合政府已表示會另設新職位由其他常務次官兼任公務員首長的角色。英揆大衛·卡梅倫高度讚揚奧唐納爵士在任內閣司的表現，表示會向英女皇提名冊封他為終身貴族。BBC （页面存档备份，存于）

## 10月10日
- 對於國防大臣霍理林醫生被外界批評，指他涉嫌讓沒有公職的好友多次出入國防部和參與官式訪問，英揆大衛·卡梅倫表示應該讓霍理林具充分的時間準備解釋，而不是「由傳媒未審先判」。BBC （页面存档备份，存于）
- 人事及發展特許研究所發現，公營機構目前裁減公職人員的進度比政府訂下的目標更快，雖然聯合政府在去年11月曾估計由2010年至2016年將裁減41萬名公職人員，但研究所表示如按目前的裁員進度，最終裁員人數可能高出百分之50，達到61萬人，與聯合政府在2010年6月預測的數字一樣。BBC （页面存档备份，存于）

## 10月9日
- 現年69歲的前「披頭四」樂隊成員保羅·麥卡尼爵士，在倫敦迎娶現年51歲的美國名媛蘭茜·雪維爾（Nancy Shevell）為第三任妻子。BBC （页面存档备份，存于）
- 聖公會坎特伯雷大主教羅恩·威廉斯博士繼續展開對非洲的九天訪問，並在津巴布韋首都哈拉雷舉行大型戶外佈道會，他早前表示希望此行可與該國獨裁者羅伯特·穆加貝當面對話。BBC （页面存档备份，存于）

## 10月8日
- 國防大臣霍理林醫生近日被輿論批評，指他准許一位並非公職人員的好友自由進出國防部，又讓他一同參與官式外訪，有違官員操守之嫌。霍理林日前已主動要求國防部展開內部調查，而英揆大衛·卡梅倫在今日則要求國防部在星期一前提交初步調查報告，並由內閣司審閱。BBC （页面存档备份，存于）
- 威爾斯在紐西蘭威靈頓舉行的世界盃橄欖球賽中，以22比10擊敗愛爾蘭，24年來首度晉級半準決賽，將於下星六移師奧克蘭與法國對賽。BBC （页面存档备份，存于）

## 10月7日
- 國際評級公司穆迪宣佈調低包括萊斯銀行、蘇格蘭皇家銀行和桑坦德英國分行在內12間英國金融機構的信用評級，穆迪表示按目前形勢，如果這些公司陷入財政困難，英政府將難以出手援助；不過穆迪同時重申，調低評級不代表「反映銀行體系的金融實力倒退」。BBC （页面存档备份，存于）
- 針對本年英國高級程度會考和英國中學會考（GCSE）發生多宗試卷出錯的事件，教育部考慮將來擴大資歷及考試規管廳的權力，向出錯試卷的地方考試委員會處以罰款的懲罰。教育部發言人認為，試卷即使只有一處錯處，都是「不可接受的惡劣情況」，有負莘莘學子的期望。BBC （页面存档备份，存于）

## 10月6日
- 英倫銀行宣佈將繼2009年以來再度透過量化寬鬆手段向市場注入750億英鎊，同時宣佈利率維持在百分之0.5的歷史低位。BBC （页面存档备份，存于）
- 英國廣播公司為了達到未來五年削減兩成開支的目標，宣佈會在2017年前裁減2,000個職位。管理層表示雖然會對各頻道節目進行大型重組，但強調不會關閉任何頻道。BBC （页面存档备份，存于）

## 10月5日
- 英揆大衛·卡梅倫在曼徹斯特舉行的保守黨周年黨大會上發言，警告全球目前面對的經濟衰退危機與2008年的危機一樣嚴重；他表示英國有必要繼續推行滅赤計劃，否則經濟將復甦無期。BBC （页面存档备份，存于）
- 外相夏偉林接受BBC訪問時表示，英國如要取回一些已移交歐盟的決策權力，將需要「很多年」才能達到目標，他表示政府要階段要做的，是要確保英國在歐洲的利益不受損，以及確保歐洲經濟繼續增長。BBC （页面存档备份，存于）

## 10月4日
- 英揆大衛·卡梅倫接受BBC訪問，他警告歐元區面臨的危機置環球經濟於「險境」，各國有必要立即採取「絕對行動」穩定歐元。BBC （页面存档备份，存于）
- 內政大臣文翠珊在保守黨周年黨大會上發言，揚言為了改革入境制度和收緊移民政策，英國有需要廢除《人權法案》，又表示過往曾有非法入境者以為了照顧貓兒為理由，獲法官批准定居英國。文翠珊的言論引起不少反響，皇家司法院隨後發表聲明澄清未曾有非法入境者為了照顧寵物而獲准居留，司法大臣祁淦禮在另一場合也對言論表示「意外」，他認為言論並不真確之餘，也認為英國不宜廢除《人權法案》。BBC （页面存档备份，存于）

## 10月1日
- 英國開始步入秋季，但各地天氣仍然炎熱，根德郡錄得攝氏29.9度高溫，是全國有紀錄以來最炎熱的10月，比1985年10月1日於劍橋郡錄得的攝氏29.4度還要高。BBC （页面存档备份，存于）
- 社區大臣白高志宣佈計劃撥款2.5億英鎊，協助英格蘭各地方議會維持或恢復每周的垃圾收集服務，但合資格的地方議會要保證未來五年可有效維持服務，並要改善環保回收和採購各方面的表現。在野工黨批評撥款真正目的是籠絡地方議會和「挽回白高志的面子」。BBC （页面存档备份，存于）

| 依月份排列新聞動態 |
| \| - 2014年英國：1月 - 2月 - 3月 - 4月 - 5月 - 6月 - 7月 - 8月 - 9月 - 10月 - 11月 - 12月 - 2013年英國：1月 - 2月 - 3月 - 4月 - 5月 - 6月 - 7月 - 8月 - 9月 - 10月 - 11月 - 12月 - 2012年英國：1月 - 2月 - 3月 - 4月 - 5月 - 6月 - 7月 - 8月 - 9月 - 10月 - 11月 - 12月 - 2011年英國：1月 - 2月 - 3月 - 4月 - 5月 - 6月 - 7月 - 8月 - 9月 - 10月 - 11月 - 12月 - 2010年英國：1月 - 2月 - 3月 - 4月 - 5月 - 6月 - 7月 - 8月 - 9月 - 10月 - 11月 - 12月 - 2009年英國：1月 - 2月 - 3月 - 4月 - 5月 - 6月 - 7月 - 8月 - 9月 - 10月 - 11月 - 12月 - 2008年英國：1月 - 2月 - 3月 - 4月 - 5月 - 6月 - 7月 - 8月 - 9月 - 10月 - 11月 - 12月 檢閱 \| |
| - 2014年英國：1月 - 2月 - 3月 - 4月 - 5月 - 6月 - 7月 - 8月 - 9月 - 10月 - 11月 - 12月 - 2013年英國：1月 - 2月 - 3月 - 4月 - 5月 - 6月 - 7月 - 8月 - 9月 - 10月 - 11月 - 12月 - 2012年英國：1月 - 2月 - 3月 - 4月 - 5月 - 6月 - 7月 - 8月 - 9月 - 10月 - 11月 - 12月 - 2011年英國：1月 - 2月 - 3月 - 4月 - 5月 - 6月 - 7月 - 8月 - 9月 - 10月 - 11月 - 12月 - 2010年英國：1月 - 2月 - 3月 - 4月 - 5月 - 6月 - 7月 - 8月 - 9月 - 10月 - 11月 - 12月 - 2009年英國：1月 - 2月 - 3月 - 4月 - 5月 - 6月 - 7月 - 8月 - 9月 - 10月 - 11月 - 12月 - 2008年英國：1月 - 2月 - 3月 - 4月 - 5月 - 6月 - 7月 - 8月 - 9月 - 10月 - 11月 - 12月 檢閱       |